# Marc Schneider
Marc Schneider (Thun, 23 luglio 1980) è un allenatore di calcio ed ex calciatore svizzero, di ruolo difensore, tecnico del Vaduz.

## Statistiche

### Statistiche da allenatore
Statistiche aggiornate al 25 maggio 2025.
| Stagione            | Squadra          | Campionato      | Campionato | Campionato | Campionato | Campionato | Coppe nazionali | Coppe nazionali | Coppe nazionali | Coppe nazionali | Coppe nazionali | Coppe continentali | Coppe continentali | Coppe continentali | Coppe continentali | Coppe continentali | Altre coppe | Altre coppe | Altre coppe | Altre coppe | Altre coppe | Totale | Totale | Totale | Totale | % Vittorie | Piazzamento |
| Stagione            | Squadra          | Comp            | G          | V          | N          | P          | Comp            | G               | V               | N               | P               | Comp               | G                  | V                  | N                  | P                  | Comp        | G           | V           | N           | P           | G      | V      | N      | P      | %          | Piazzamento |
| ------------------- | ---------------- | --------------- | ---------- | ---------- | ---------- | ---------- | --------------- | --------------- | --------------- | --------------- | --------------- | ------------------ | ------------------ | ------------------ | ------------------ | ------------------ | ----------- | ----------- | ----------- | ----------- | ----------- | ------ | ------ | ------ | ------ | ---------- | ----------- |
| 2017-2018           | Thun             | SL              | 36         | 12         | 6          | 18         | CS              | 4               | 3               | 0               | 1               | -                  | -                  | -                  | -                  | -                  | -           | -           | -           | -           | -           | 40     | 15     | 6      | 19     | 37,50      | 7°          |
| 2018-2019           | Thun             | SL              | 36         | 12         | 10         | 14         | CS              | 6               | 4               | 1               | 1               | -                  | -                  | -                  | -                  | -                  | -           | -           | -           | -           | -           | 42     | 16     | 11     | 15     | 38,10      | 4°          |
| 2019-2020           | Thun             | SL              | 36+2       | 10+1       | 8+0        | 18+1       | CS              | 3               | 2               | 0               | 1               | UEL                | 2                  | 0                  | 0                  | 2                  | -           | -           | -           | -           | -           | 43     | 13     | 8      | 22     | 30,23      | 9° (retr.)  |
| set.-ott. 2020      | Thun             | CL              | 3          | 0          | 1          | 2          | CS              | 1               | 0               | 0               | 1               | -                  | -                  | -                  | -                  | -                  | -           | -           | -           | -           | -           | 4      | 0      | 1      | 3      | &0,00      | Eson.       |
| Totale Thun         | Totale Thun      | Totale Thun     | 113        | 35         | 25         | 53         |                 | 14              | 9               | 1               | 4               |                    | 2                  | 0                  | 0                  | 2                  |             |             |             |             |             | 129    | 44     | 26     | 59     | 34,11      |             |
| ago. 2021-feb. 2022 | Waasland-Beveren | 1B              | 21         | 10         | 3          | 8          | CB              | 1               | 0               | 0               | 1               | -                  | -                  | -                  | -                  | -                  | -           | -           | -           | -           | -           | 22     | 10     | 3      | 9      | 45,45      | Eson.       |
| lug.-ott. 2022      | Greuther Fürth   | 2BL             | 12         | 1          | 7          | 4          | CG              | 1               | 0               | 0               | 1               | -                  | -                  | -                  | -                  | -                  | -           | -           | -           | -           | -           | 13     | 1      | 7      | 5      | &7,69      | Eson.       |
| feb.-mag. 2024      | Vaduz            | CL              | 15         | 8          | 4          | 3          | LC              | 2               | 2               | 0               | 0               | -                  | -                  | -                  | -                  | -                  | -           | -           | -           | -           | -           | 17     | 10     | 4      | 3      | 58,82      | Sub. 3°     |
| 2024-2025           | Vaduz            | CL              | 36         | 13         | 12         | 11         | LC              | 4               | 4               | 0               | 0               | UECL               | 2                  | 0                  | 1                  | 1                  | -           | -           | -           | -           | -           | 42     | 17     | 13     | 12     | 40,48      | 6°          |
| 2025-2026           | Vaduz            | CL              | 1          | 1          | 0          | 0          | LC              | 0               | 0               | 0               | 0               | UECL               | 2                  | 1                  | 0                  | 1                  | -           | -           | -           | -           | -           | 3      | 2      | 0      | 1      | 66,67      |             |
| Totale Vaduz        | Totale Vaduz     | Totale Vaduz    | 52         | 22         | 16         | 14         |                 | 6               | 6               | 0               | 0               |                    | 4                  | 1                  | 1                  | 2                  |             | -           | -           | -           | -           | 62     | 29     | 17     | 16     | 46,77      |             |
| Totale carriera     | Totale carriera  | Totale carriera | 198        | 68         | 51         | 79         |                 | 22              | 15              | 1               | 6               |                    | 6                  | 1                  | 1                  | 4                  |             |             |             |             |             | 226    | 84     | 53     | 89     | 37,17      |             |

## Palmarès

### Giocatore
- Coppa Svizzera: 1

Zurigo: 2004-2005
- Campionato svizzero: 2

Zurigo: 2005-2006, 2006-2007

### Allenatore
- Coppa del Liechtenstein: 2

Vaduz: 2023-2024, 2024-2025